# Synagoge (Baumholder)
Die Synagoge in Baumholder wird erstmals 1850 erwähnt. Der Standort der Synagoge war im Dielgarten. 1933 wurde die Synagoge wegen Baufälligkeit aufgegeben.

## Synagoge
Erstmals erwähnt wird die Synagoge, von der das genaue Errichtungsdatum nicht bekannt ist, im Jahr 1850. Davor bestand vermutlich ein Betraum in der Gemeinde. Im Jahr 1913 wurde ein Antrag auf einen Zuschuss zur Renovierung der Synagoge gestellt. 1933 wurde die Synagoge wegen Baufälligkeit ganz aufgegeben.

## Jüdische Gemeinde Baumholder
Eine erste Ansiedlung jüdischer Einwohner erfolgte bereits im 18. Jahrhundert. Neben der Synagoge verfügte die jüdische Gemeinde über eine Religionsschule sowie über eine Mikwe. Zeitweise war ein eigener Religionslehrer angestellt, der auch die Aufgaben des Vorbeters und Schochet innehatte. Die Verstorbenen wurden auf dem jüdischen Friedhof in Hoppstädten beigesetzt. Da in den 1920 das, für die Durchführung eines Gottesdienstes, erforderliche Minjan nicht mehr regelmäßig gebildet werden konnte, wurden Gottesdienste nur noch unregelmäßig abgehalten. Bereits zu diesem Zeitpunkt besuchten die jüdischen Einwohner die Gottesdienste in der Synagoge in Hoppstädten. Ab 1933, nach der Machtergreifung Adolf Hitlers, wurden die jüdischen Einwohner immer mehr entrechtet. Zudem kam es immer wieder zu antijüdischen Aktionen. Dies hatte zur Folge, dass viele jüdische Familien Baumholder verließen. 11 Einwohner emigrierten in die Vereinigten Staaten. Mitte 1939 lebten keine jüdischen Einwohner mehr in Baumholder.

### Entwicklung der jüdischen Einwohnerzahl
| Jahr      | Juden | Jüdische Familien |
| --------- | ----- | ----------------- |
| 1808      | 18    |                   |
| 1837      | 25    |                   |
| 1870      | 40    |                   |
| 1871      | 42    |                   |
| 1905      | 37    |                   |
| 1924      | 28    |                   |
| 1933      | 27    |                   |
| Juli 1939 | keine |                   |

Quelle: alemannia-judaica.de; jüdische-gemeinden.de
Das Gedenkbuch – Opfer der Verfolgung der Juden unter der nationalsozialistischen Gewaltherrschaft 1933–1945 und die Zentrale Datenbank der Namen der Holocaustopfer von Yad Vashem führen 20 Mitglieder der jüdischen Gemeinschaft Baumholder (die dort geboren wurden oder zeitweise lebten) auf, die während der Zeit des Nationalsozialismus ermordet wurden.